# Physics Today
Physics Today — журнал Американського інституту фізики, заснований 1948 року. Його розсилають членам дванадцяти фізичних товариств, зокрема Американського фізичного товариства. Це популярний журнал для фахівців. Опубліковані в ньому матеріали науково правильні, водночас вони не є науковими публікаціями, це вторинна інформація. Журнал призначений для того, щоб інформувати читачів про важливі нові результати. Статті пишуть співробітники журналу. Основним джерелом новин є журнали Physical Review та Applied Physics Letters.
За даними Journal Citation Reports журнал мав 2011 року імпакт-фактор 5,648.

## Виноски
1. 1 2  The ISSN portal — Paris: ISSN International Centre, 2005. — ISSN 0031-9228
2. ↑  Physics Today Business Publication Circulation Statement. BPA Worldwide. December 2012. Процитовано 28 червня 2013.
3. ↑  Physics Today. 2011 Journal Citation Reports. Web of Science (вид. Science). Thomson Reuters. 2013. {{cite book}}: |access-date= вимагає |url= (довідка)Обслуговування CS1: Сторінки зі значенням параметра postscript, що збігається зі стандартним значенням в обраному режимі (посилання)